# سمهود وسطی، قنا
سمهود وسطی (به عربی: الوسط سمهود)، روستایی از توابع شهرستان ابو تشت در استان قنا و کشور مصر است.

## جمعیت
براساس سرشماری سال ۲۰۰۶ مصر، جمعیت آن ۸۴۱۳ نفر(۳۹۶۰ مرد و ۴۴۵۳ زن) بوده‌است.